# Menteşe Höyük
Koordinaten: 40° 16′ 36″ N, 29° 30′ 59″ O
Der Menteşe Höyük ist ein archäologischer Fundort in der Yenişehir-Ebene beim Dorf Menteşe (Kreis Yenişehir, Provinz Bursa) und etwa 25 km vom Fundort Ilıpınar entfernt.
Der Siedlungshügel misst etwa 150 m im Durchmesser und ist bis zu 4,5 m hoch. Bislang wurden dort nur kleinere Sondagen durchgeführt. Der Ort zeigt in allen Schichten deutliche Parallelen zu den älteren Schichten von Ilıpınar. Während in Ilıpınar die Verwendung von Lehmflechtwerkgebäuden aufgegeben wurden, bestanden diese in Menteşe fort.
Menteşe wurde früher als Ilıpınar gegründet. Die ältesten Funde stammen aus der Zeit um 6400 v. Chr., also rund ein halbes Jahrtausend vor den ältesten Funden Ilıpınars. Auffällig sind vor allem die Ähnlichkeiten in der Totenbestattung zwischen beiden Orten, wo die Toten in beiden Fällen in ovalen Gruben unter den Hausfußböden oder in freien Arealen beigesetzt wurden. Aus dem späten 7. Jahrtausend stammt eine Bestattung einer Frau in Hockerstellung in Menteşe, die 70 cm unter einem Hausfußboden lag. Die Verstorbenen wurden grundsätzlich in Hockerstellung beerdigt, teilweise lagen sie auf einem Holzbrett. Nur selten wurden Gefäße beigegeben.